# Полікрат
Полікрат (грец. Πολυκράτης) — син Еака, тиран острова Самоса в період з 538 до 522 до н. е. Був внучатим небіжем тирана Сілосона Старшого.
Скориставшись святом на честь Гери, Полікрат напав на беззбройних громадян і, поваливши панування земельної аристократії, поклав початок новій формі правління (537 до н. е.). Спочатку правив спільно з братами Пантагнотом і Сілосонтом, але незабаром першого вбив, другого вигнав і став єдиновладним тираном острова.

## Правління Полікрата
Головні турботи він звертав на збільшення флоту, за допомогою якого йому вдалося підняти Самос до ступеня першої морської держави на Егейському морі. Сусідні острови і навіть деякі міста, що лежали на березі Малої Азії, визнали владу Полікрату, якого порівнюють за могутністю із Сіракузькими тиранами. Незабаром він став настільки всемогутнім, що зміг подарувати Делосському богові Аполлону кікладський острів Ренею і зробити жорстокого Аркесілая III правителем Кирени. За наказом Полкрата на Самосі було зведений комплекс споруд, який отримав назву Самоського лабіринту.
Завдяки союзу з ним Егейське море було відкритим для афінських, наксосських та єгипетських кораблів. Його союзником був також єгипетський цар Амасіс, якому, однак, він зрадив, коли перський цар Камбіс II пішов війною на Єгипет. Полікрат запропонував Камбісу свій флот у безмежне користування, але самосці, відправлені з флотом, підняли бунт і, повернувшись на Самос, обложили Полікрата в його палаці. Не будучи в змозі власними силами впоратися з тираном, вони запросили на допомогу спартанців і коринфян, які заздрили морському домінуванню Самоса. Проте і цього разу Полікрат здолав своїх ворогів.
Нарешті зростаюча могутність Полікрата стала турбувати персів. Бажаючи звільнитися хитрістю від небезпечного сусіда, сатрап Магнезії Оройт заманив до себе Полікрата під приводом поділу скарбів і наказав розіп'яти його.

## Підсумки правління
Полікрат був типовим тираном 6 століття до н. е., який зумів завоювати собі владу і високе політичне становище почасти насильством і свавіллям, почасти розумною політикою. Поєднуючи у собі якості жорстокого деспота і заповзятливого пірата, Полікрат в той же час був покровителем торгівлі і промисловості і всіляко сприяв духовному розвитку країни.
Цінуючи науку та мистецтво, він збирав рукописи і твори мистецтва, зводив розкішні будівлі; особливою красою відрізнявся його палац, про поновлення якого мріяв Калігула. Полікрат зробив Самос на певний час культурним центром Греції. При дворі його жили лікар Демокед, поети Івік Регійський і Анакреонт Теосський. Впродовж його правління був побудований тунель Евпаліна.
Блискуча доля Полікрата була відзначена в стародавньому сказанні про його перстень, описаному Геродотом і згодом Фрідріхом Шиллером у баладі «Полікратовий перстень». За геродотовим переказом, численні перемоги тирана викликали тривогу не тільки в його ворогів, але навіть у друзів. Тому єгипетський цар Амасіс порадив Полікрату принести в жертву яку-небудь коштовну річ, щоби улестити заздрісних богів. Тиран кинув в море свій улюблений перстень, але за кілька днів його знайшли у череві риби, яку Полікрату подарував рибалка. Це означало, що боги не прийняли його жертви. Після цього Полікрата обманув і стратив перський сатрап Ойрет.

## Полікрат у мистецтві
Полікрат згадується в «Островах Греції» лорда Байрона.
У червні 1797 року Фрідріх Шиллер написав ліричну баладу «Полікратів перстень» (нім. Der Ring des Polykrates), в якій йдеться про залежність життя людини від долі. Українською мовою баладу переклав Микола Лукаш.
1916 року відбулася прем'єра опери Еріха Вольфганга Корнгола «Полікратів перстень», в якій історія Полікрата переказана як сучасна байка.